# Anne Merrild Hansen
Anne Merrild Hansen (født 21. maj 1975 i Aalborg) er en dansk/grønlandsk professor i miljøvurdering i Arktis ved Institut for Planlægning og Bæredygtighed ved Aalborg Universitet. Hun har siden 2016 også været ansat som professor ved Ilisimatusarfik, Grønlands Universitet.

## Uddannelse
Anne Merrild modtog civilingeniørgraden inden for planlægning i 2002 fra Aalborg Universitet. Hun modtog sin ph.d.-grad i miljøplanlægning fra Aalborg Universitet i 2010.

## Karriere
Anne Merrild Hansen har fungeret som rådgiver for Maersk Olie og Gas i 2012-2014 i forbindelse med deres efterforskningsaktiviteter i Grønland. Her ledte hun blandt andet et socialt studie i Nordvestgrønland på vegne af fire olieselskaber, Shell, ConocoPhillips, Cairn Energy og Maersk Olie og Gas.
Annes Merrild har i sin forskning især beskæftiget sig med virkningerne på og muligheder for samfund i Arktis relateret til udvikling af storskalaindustri. Hun er også involveret i at udvikle konsekvensanalysemetoder og teori. Hun har særligt arbejdet med sektorer som olie og minedrift i Grønland og Alaska. Hun var blandt andet med i forskningsgruppen ”Til Gavn for Grønland” i 2013-2014, ledet af geolog, Minik Rosing. 
Anne Merrild Hansen modtog i 2015-2016 et Fulbright Arctic Initiative legat fra US Department of State and the Fulbright Commission i forbindelse med USA’s formandskab i Arktisk Råd. Hun indgik i den forbindelse i en international forskningsgruppe og var gæsteforsker på University of Alaska Fairbanks.
Anne Merrild Hansen har siden 2016 været leder af den tværfakultære forskningsplatform AAU Arctic og koordinerer en strategisk indsats indenfor forskning i Arktis på Aalborg Universitet.